# Trilocha velata
Trilocha velata är en fjärilsart som beskrevs av Walker 1869. Trilocha velata ingår i släktet Trilocha och familjen silkesspinnare. Inga underarter finns listade i Catalogue of Life.